# Condado de Grundy (Tennessee)
El condado de Grundy (en inglés: Grundy County, Tennessee), fundado en 1844, es uno de los 95 condados del estado estadounidense de Tennessee. En el año 2000 tenía una población de 14.332 habitantes con una densidad poblacional de 15 personas por km². La sede del condado es Altamont.

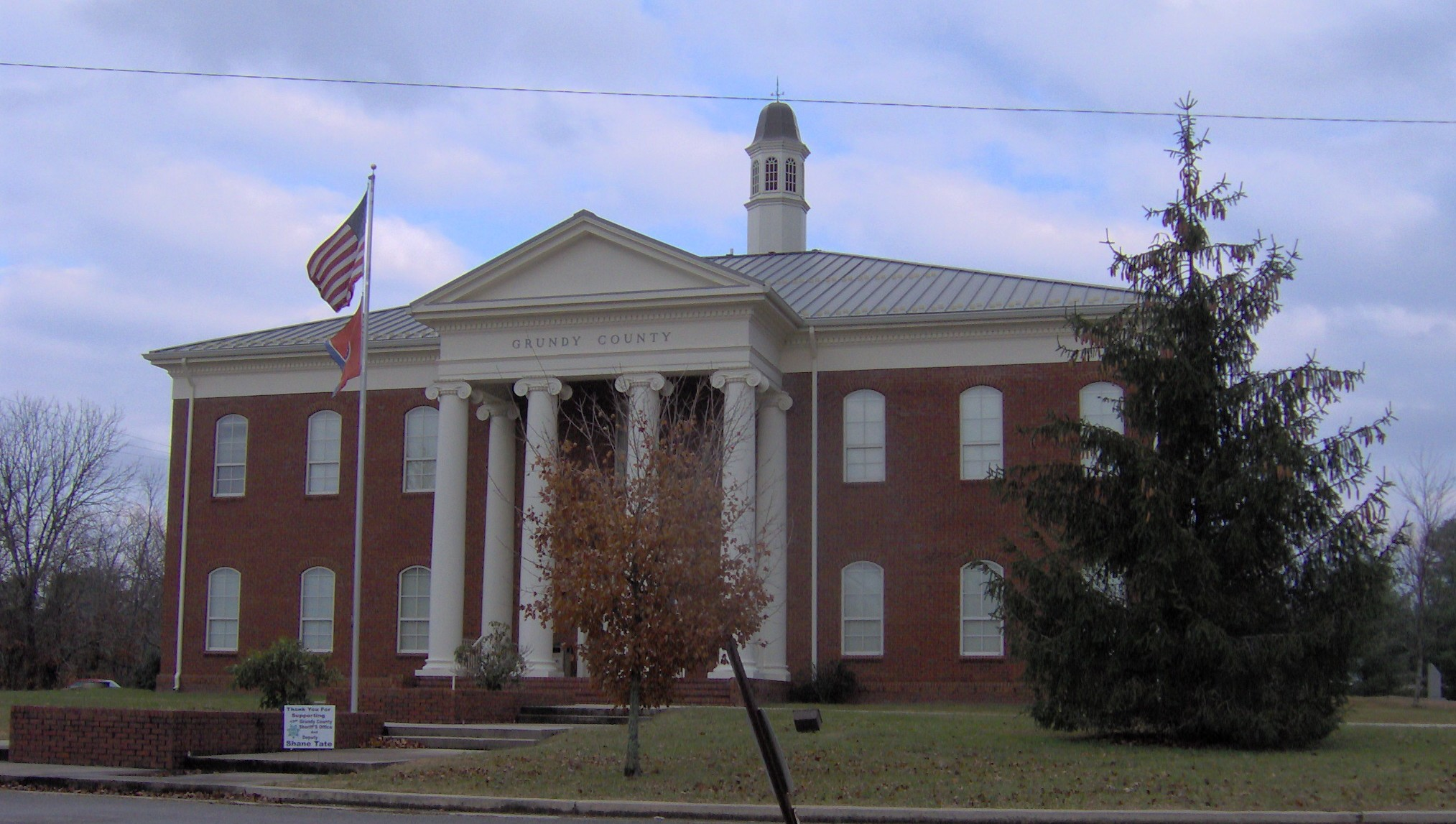
Corte del Condado de Grundy en Altamont

## Geografía
Según la Oficina del Censo, el condado tiene un área total de 935 km² (361 mi²), de la cual 934 km² (360,6 mi²) es tierra y 2 km² (0,8 mi²) es agua.

### Condados adyacentes
- Condado de Warren norte
- Condado de Sequatchie este
- Condado de Marion sur
- Condado de Franklin suroeste
- Condado de Coffee oeste

## Demografía
En el 2000 la renta per cápita promedia del condado era de $22,959, y el ingreso promedio para una familia era de $27,691. El ingreso per cápita para el condado era de $12,039. En 2000 los hombres tenían un ingreso per cápita de $27,063 contra $17,447 para las mujeres. Alrededor del 25.80% de la población estaba bajo el umbral de pobreza nacional.

## Lugares

### Ciudades y pueblos
- Altamont
- Beersheba Springs
- Coalmont
- Gruetli-Laager
- Monteagle
- Palmer
- Tracy City